# Brillante (telenovela)
Brillante (Brilhante) è una telenovela brasiliana, andata in onda dal 28 settembre 1981 al 26 marzo 1982.
Prodotta da Rede Globo, è stata scritta da Gilberto Braga, già autore di successi televisivi come La schiava Isaura, Dancin' Days e Agua Viva.
Il cast vede come attori principali Fernanda Montenegro (Chica), Vera Fischer (Luiza), Tarcisio Meira (Paulo César), Denis Carvalho (Inácio), Mario Lago (Vitor) e José Wilker (Sidney). La regia generale è di Daniel Filho.

## Trama
Luiza (Vera Fischer) è una giovane e importante designer di una grande azienda di gioielli. La donna, che vive con i genitori e sua sorella Virginia (Joana Fomm), decide di concedersi un viaggio in Europa durante le ferie. A Londra, incontra Vera (Aracy Balabanian), una vecchia amica di scuola, ora sposata con Oswaldo (José Wilker). La coppia vive in Svizzera ma si trova nella capitale britannica per partecipare al matrimonio del principe Carlo e di lady Diana Spencer. Vera confida a Luiza che è molto preoccupata a causa dello stato emotivo di suo marito, e Luiza si offre di scambiare due parole con Oswaldo per aiutarla. Nel tentativo di farlo, però, l'uomo ha una forte crisi di nervi e si allontana con l'auto a grande velocità. L'indomani, Vera dice a Luiza che durante la notte suo marito è morto in un incidente automobilistico. Tornata in Brasile, però, Luiza casualmente incontra Oswaldo, vivo e vegeto. L'uomo ha cambiato nome e si fa chiamare Sidney. 
Intanto, Luiza entra in contatto diretto con la famiglia Newman, proprietaria dell'azienda per la quale lavora. La matriarca Chica Newman (Fernanda Montenegro) inizialmente la prende sotto la sua ala protettrice e la spinge in tutti i modi tra le braccia del figlio Inácio (Dênis Carvalho), scoprendo però solo in seguito l'omosessualità del giovane; Luiza peraltro si innamora di Paulo César (Tarcísio Meira), sposato con la figlia di Chica, Maria Isabel (Renée de Vielmond). L'uomo, in piena crisi matrimoniale, decide di lasciare sua moglie e inizia una relazione con Luiza.
La dispotica Chica non demorde: fa di tutto per allontanare Luiza da Paulo Cèsar e continua la ricerca di una moglie per suo figlio. La donna trova un'alleata in Leonor (Renata Sorrah), figlia della megolomane Edith (Eloísa Mafalda): anche Leonor lavora per le imprese Newman, e accetta di abbandonare suo marito Carlos (Cláudio Marzo) per sposare Inácio. Il giovane Newman, in seguito alla morte del padre Vitor (Mario Lago), assume il controllo dell'azienda di famiglia e sposa Leonor, pur di allontanarsi dalla madre. Quest'ultima si innamorerà poi di Carlos, divenuto nel frattempo suo autista.
Luiza, felicemente fidanzatasi con Paulo César, il cui matrimonio con Maria Isabel si è concluso col divorzio, decide di mettersi in proprio aprendo una sua piccola azienda di gioielli, e inizia a esportare i propri articoli negli Stati Uniti.
Sidney, perdonato da Luiza alla quale ha confessato di aver inscenato la sua morte (non era dunque Oswaldo, ucciso a suo tempo da Vera, ma un sosia perfetto di costui)  inizia una relazione con Maria Isabel e rivela di essere il figlio di un grande coltivatore di Bahia, che però non lo ha mai riconosciuto come suo. Nonostante ciò il vecchio lascerà a Sidney parte della propria eredità.

## Produzione
Si tratta della seconda telenovela che ha visto recitare insieme Fernanda Montenegro e la figlia Fernanda Torres: i due personaggi da loro interpretati, Chica e Marilia, sono nonna e nipote.
Gilberto Braga, autore di Brillante, rivelò che a causa della censura allora vigente in Brasile non era stato autorizzato a usare la parola "omosessuale" nella telenovela, rendendo pertanto difficile lo sviluppo del personaggio di Inácio, elemento integrante della trama principale. L'intervento e la caparbietà di Fernanda Montenegro resero però possibile l'aggiunta di un inequivocabile riferimento all'omosessualità di Inácio in un dialogo tra Chica e Luiza, con quest'ultima che parlava di "problemi sessuali" del giovane, e la frase non fu tagliata.

## Distribuzione
Brillante fu esportata in più di venti paesi stranieri, tra cui Italia, Francia e Polonia. Nel 1988, approdò anche in Marocco con il titolo di Coeur de Diamant (titolo usato anche in Francia), ottenendo un grande successo. In Italia, venne trasmessa da Rete 4 a partire dal 19 novembre 1984.

## Colonna sonora
La sigla della telenovela fu affidata a Tom Jobim, che compose appositamente per il personaggio interpretato da Vera Fischer il pezzo Luiza. Nella colonna sonora dello sceneggiato furono inclusi altri musicisti e cantanti di spicco come Elis Regina (Me Deixas Louca scritta da Armando Manzanero e Paulo Coelho), Caetano Veloso (Dans mon île di Henri Salvador), Gal Costa (Meu Bem, Meu Mal di Veloso), Joanna (Decisão) e Nana Caymmi (Canção da Manhã Feliz). Fu rilasciata anche una colonna sonora "internazionale" con tracce di Barbra Streisand (Comin' In And Out of Your Life), Carly Simon (Hurt) e Phil Collins (If Leaving Me Is Easy).

### Colonna sonora italiana
Come per le precedenti Dancin' Days e Agua Viva, anche in Italia fu pubblicata una colonna sonora su etichetta "SiglaQuattro" e distribuita dalla RCA Italiana. L'album - compilato da Cesare Benvenuti - comprendeva canzoni di autori italiani (Mimmo Locasciulli, Santo California, Umberto Bindi) e stranieri (Freddy Cole, Jim Porto), nonché cover di brani famosi come One More Night di Phil Collins e Crazy for You di Madonna. Nell'album fu inserita anche la sigla italiana delle telenovela, Sweet Killer dei Favoriti e Vincenti. Il progetto grafico, che vedeva in copertina il logo del titolo della telenovela in varie nuance di colori (lo stesso usato per la cover della soundtrack internazionale), fu curato da Antonio Dojimi.

#### Tracce
1. Mimmo Locasciulli – Piove e non piove 4'32"
2. Freddy Cole – Chove lá fora 2'57"
3. George Garrett – One More Night 4'22"
4. Gilbert – Perdonne moi 3'56"
5. Monolo Otero – Principessa del mio corpo 4'07"
6. Light Dimension Orchestra – Sun Beam 3'29"
7. Favoriti e Vincenti – Sweet Killer 5'24"
8. Jim Porto – Che sera 3'56"
9. Santo California – Maledetto cuore 3'32"
10. Cesar Camargo Mariano – Novo tempo 3'10"
11. Umberto Bindi – L'impossibile idea 4'39"
12. Mary Burton – Crazy for You 4'13"